# マッド・プロフェッサー
マッド・プロフェッサー（Mad Professor、1955年 - ）は、イギリスにてレコード・レーベルアリワ・サウンドを主宰する音楽プロデューサー、レコーディング・エンジニア。本名ニール・フレイザー (Neil Fraser)。

## 概要
1981年に設立したレコード･レーベル、アリワ・サウンドよりダブ、ラヴァーズ・レゲエの楽曲を中心にリリースしている。 代表的な作品に、「ダブ・ミー・クレイジー」シリーズがある。
プロデューサーとしてリー･スクラッチ・ペリー、スライ&ロビー、ホレス・アンディ、U・ロイ、マックス・ロメオら、ジャマイカのアーティストを手掛けてリリースしている。また、マッシヴ・アタック、ジャミロクワイ、デペッシュ・モード等、レゲエのアーティストに留まらずリミックスも手掛けている。
1997年、チベタン・フリーダム・コンサートへ出演し、中国のチベット侵略に異議を唱えた。
1997年の第1回フジロック・フェスティバルに出演予定だったが、台風の影響で中止。
2010年のフジロック・フェスティバルに出演した。

## 主な作品
- Dub Me Crazy(1982)
- Beyond The Realms Of Dub (Dub Me Crazy, Pt.2)(1982)
- The African Connection (Dub Me Crazy, Pt.3)(1983)
- Escape To The Asylum of Dub (Dub Me Crazy, Pt.4)(1983)
- Who Knows The Secret Of The Master Tape (Dub Me Crazy, Pt.5)(1985)
- A Caribbean Taste Of Technology(1985)
- Schizophrenic Dub (Dub Me Crazy, Pt.6)(1986)
- Adventures Of A Dub Sampler (Dub Me Crazy, Pt.7)(1987)
- Experiments Of The Aural Kind (Dub Me Crazy, Pt.8)(1988)
- Science And The Witchdoctor (Dub Me Crazy, Pt.9)(1989)
- Psychedelic Dub (Dub Me Crazy, Pt. 10)(1990)
- Hijacked To Jamaica (Dub Me Crazy, Pt.11)(1992)
- Dub Maniacs On The Rampage (Dub Me Crazy, Pt.12)(1993)
- No Protection (Massive Attack Vs. Mad Professor)(1995)